# 松浦佐用姫
松浦佐用姫（）は、現在の唐津市厳木町にいたとされる豪族の娘。単に佐用姫（さよひめ）とも呼ばれる。弁財天のモデルとも謂れる。

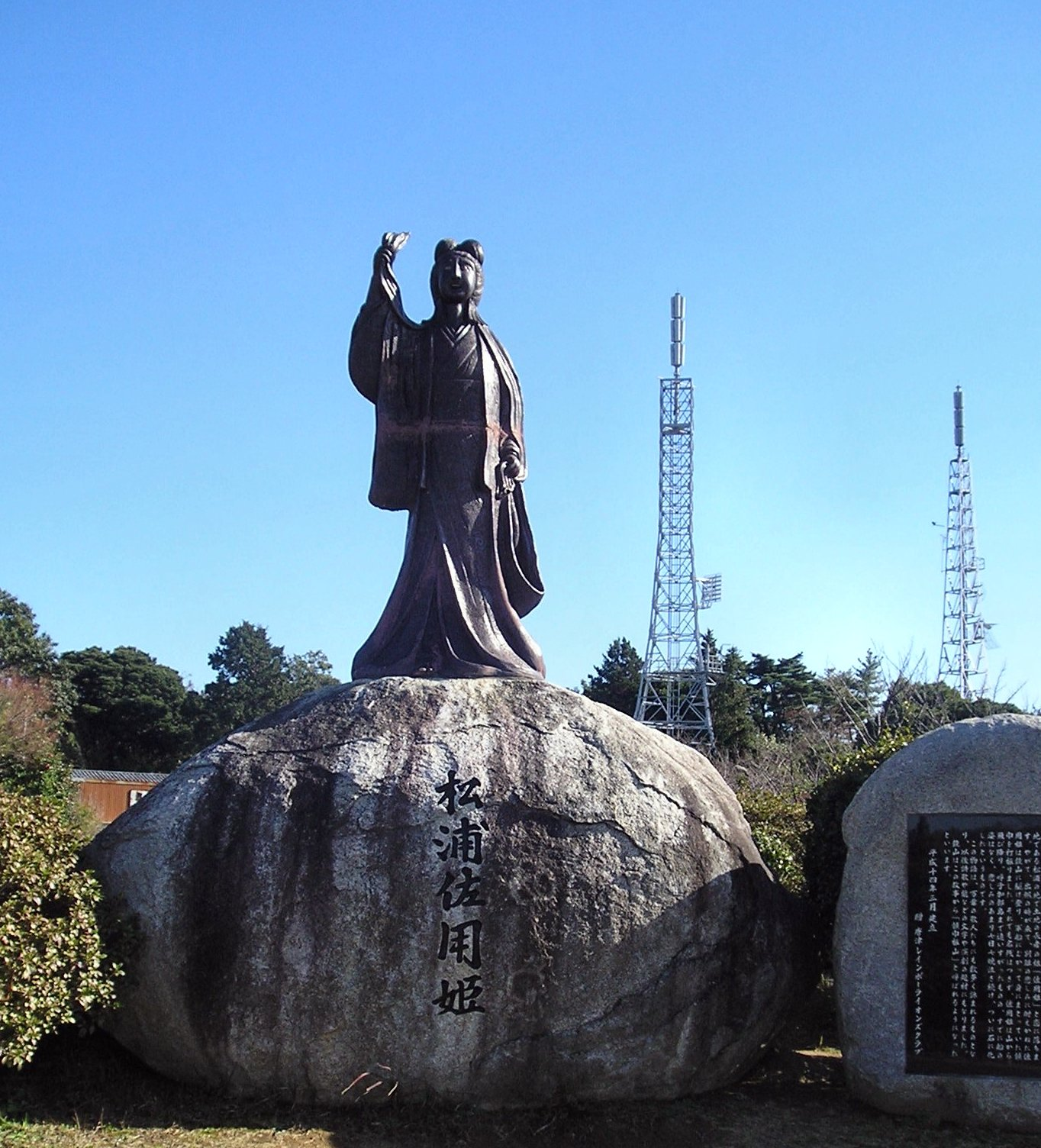
鏡山山頂にある佐用姫の陶像

大伴狭手彦の妾（つま）で、その朝鮮遠征（6世紀）を鏡山から領巾（）を振って見送り、悲痛に別れを惜しんだとされ、そのとき登攀していた山が領巾麾之嶺（）と呼ばれるようになった（『万葉集』）。
ほぼ同時代の別の伝承（『肥前国風土記』）では弟日姫子（）と呼ばれており、後日談として、夫の出国から五日後から、夫そっくりに化身した者（正体は大蛇）が夜あらわるようになったと加えられている。これを追跡して正体を暴いたが、そのまま行方不明となり遺骨で発見された。また、夫の贈物の鏡を失意で落とした場所が「鏡の渡り」として知られるようになったとする。
室町時代の頃までには、姫が悲しみのあまり石（いわゆる望夫石）と化したという伝承が加わり、能では鏡を抱いて入水したとなっている。
さよ姫の物語（御伽草子）や説教節では、父の供養のために自らを身売りし、思いもよらず蛇神に生贄にされるところを、蓮華経を読経したことで蛇が女性の姿に戻り救われる話になっている。この物語は、琵琶湖の竹生島神社に祀られる神が本来は仏教の弁財天であると説く本地物も織り込まれている。

## 伝承
537年、大伴狭手彦が新羅を討つため任那に出征した際、、松浦の地で佐用姫は恋仲になっていたが、ついに出征のため別れる日が訪れた。佐用姫は山に登り、領巾（）[スカーフのようなもの]を振りながら舟を見送った。これにちなみ山は領巾麾之嶺（）と呼ばれるようになった（現在の鏡山である）。
典拠により異なるが、その女性の悲しみに暮れる様子が描写される伝承（『万葉集』、8世紀）と、姫の名を弟日姫子（おとひひめこ）とし、判れて五日後、去ったはずの夫と生き写しの蛇の化身が夜に訪れるようになったという伝承がある（『肥前国風土記』、8世紀）。後者では姫が後をつけて蛇の正体をつきとめたものの、のち遺骨となって発見される。両文献については、後に詳述する。
藤原範兼の『和歌童蒙抄』では、この風土記を誤読したものか、姫が久利川（＝鏡川、松浦川）で鏡をいだいて入水したことになっている。

### 万葉集
『万葉集』には、松浦佐用姫の歌群が収められており、そのうちの「遠つ人松浦佐用姫」にはじまる題詞の序文にこの伝説のあらましが記述される。
"悲しみのために肝も絶え、心も暗く魂の消える"ようなそのさまに周りは涙を禁じえなかったとされる。
この題詞（序文）の作者は明記されないが、登場人物の一族である大伴旅人であるという説が有力である。
歌群のうち3首(第868・869・870)は山上憶良の和歌であり、この伝説も憶良が創作したもの（とくに朝鮮出征の時代でなくとも、都人が地方の思い人と別れる体験にもとづけば十分）とする説も立てられたが、これに対し、やはりこれは松浦湾から朝鮮半島へ出兵した人の経験が根源にあるとする意見が異を唱えている。

### 肥前国風土記
また『肥前国風土記』には、同様に狭手彦（さでひこ）と領巾を振りながら別れた篠原（）の村の弟日姫子（おとひひめこ）という娘の話が収録されているが、この人物は佐用姫と同一視され、もう一つの佐用姫伝説とみなされている。
この「弟日（）」というのはあるいはその人物の名かもしれないが（『万葉集古義』等）特称である可能性があり、言葉としては、「弟」＝「若い、ういういしい」から形成される語意とされる一方で、「年下の者」の意があるとも考察される。なお、風土記の記述文の挿入歌では彼女のことを「篠原の弟姫の子～」と称している。
弟日姫子の記載（『風土記』）には後日談があり、別れた後、狭手彦によく似た男が家に通うようになり、これが沼の蛇の化身であると正体がわかると沼に引き入れられ死んでしまうという話になっている。
『風土記』にはまた、姫が泣きながら歩いて狭手彦から贈られた鏡をうっかり落としてしまい、その場所が「鏡の渡り」として知られるようになったとする。

### 石化伝説

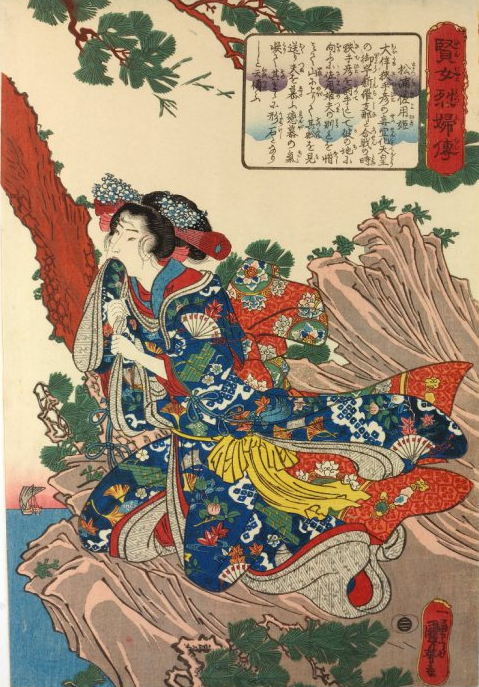
歌川国芳/画 松浦佐用姫「賢女烈婦傳」
「..恋慕の気凝りて、そのままに形（かたち）石となり」と伝わる。

より後の時代にはこの女性が悲しみのあまりに石と化したと伝えられるようになった。佐用姫石化伝説の初見は室町時代、梵灯庵の 「袖下集」（応永頃）との考証がある。また、石化伝説のきっかけは、『十訓抄』（13世紀）にこの佐用姫伝説を紹介しており「望夫石」の故事も併記しているため、あやまって合成されてしたものと考察されている。時代は下るが、『日本名女物語』（寛文10/1670年）にも石化伝説がみえる 。
また、じっさいには本土にとどまるにおさまらず、夫の舟を追って小舟で対岸の加部島(現唐津市呼子町内）にいき、天童岳で七日七晩泣きはらした末に石になってしまったとされ、その「松浦の望夫石」とされるものは、田島神社の末社である佐用姫神社に移され祀られるという。おおよその内容を示した当社の縁起が、19世紀初頭『松浦古文書』（文化年間）にみられるが、これによれば、佐用姫は領巾麾（）の山頂からさらに移動してある場所で船を追おうとしてある島をみとがめ、釣り船に乗ってその「姫神島」（現今の加部島）にいき、島の「小高き所」に上って、そこで悲しみのあまり石と化したとされる。その小高い所とはすなわち天童岳（伝登岳）、別名「田島嶽」であると解説される。

## 文芸作品
室町時代には能楽の題材となった。安土桃山時代以降には『まつらさよひめ』の物語が成立し、複数の異本（写本・奈良絵本形式・活字本）が現存するほか、「さよひめ」を題材とした説経節や、浄瑠璃も著作された。

### 能
世阿弥作の能に、佐用姫伝説に取材した謡曲〈松浦佐用姫〉がある。書写の世阿弥自筆の「松浦之能」と題する稿本（応永34年/1427年10月）が残っており、能楽の演目として「松浦鏡（）」の題名で伝えられ台本と文面がわずかに異なる程度で同作品とされる。永らく上演されない廃曲となっていたが、2000年に26世観世宗家・観世清和によって観世流の正式の演目に加えられた。
謡曲では姫が小舟で沖に出て、鏡を抱いて投身自殺をはかるが、この自殺は世阿弥が（『風土記』で鏡を落としたとある箇所を）脚色したのではなく、世阿弥以前に『和歌童蒙抄』（前述）や由阿『詞林采葉抄』にみられた記述である。

### 物語

#### 諸本
『まつらさよひめ』の物語（御伽草子）の異本はしめて7本で、うち内容の充実した2本が「広本系」に分けられる；すなわち赤木文庫版「さよひめのさうし」の古写本（挿絵なし、慶長頃成立、16世紀末～17世紀初頭）と、奈良絵本版「さよひめ」（京都大学蔵）である。
残りの異本は「略本系」に分類されるが、「壺坂物語」や「ちくふしまのほんし」（竹生島の本地）などの異なる題名が与えられている。
奈良絵本版「さよひめ」の稿本と極めて文章が近く、これをもとに翻案されたとみなされるのが、説教節「まつら長じや」（松浦長者。寛文元年/1661年成立）である。

#### 内容
「さよひめ」は、開幕の舞台を大和国の壺坂に移し、そこに住む「松浦長者」こと京極殿が夫婦して長谷寺の観音に祈願し、一女さよ姫をもうける。しかし長者の死後に一家はおちぶれ、父の供養の費用を工面するため、さよひめは自ら奥州の「ごんがの大夫」に身売りするという、孝女譚となる。ところが大夫は自分の娘が蛇神の生贄に捧げられる身代わりにとさよ姫を買い受けたのであった。しかしこれに甘んじた姫が法華経を唱えると蛇は元の美女の姿に戻り、姫は生贄となることなく無事に返される。
「さよひめ」はまた、近江国竹生島に弁財天が祀られることとなった縁起を語る「本地もの」の側面も兼ね備えている。

### 浄瑠璃
奥浄瑠璃では、「竹生島の本地」、「薬師如来本地松浦佐夜姫誕生記」、「松浦佐夜姫一代記」などの題名で翻案されている。

### 戯作
石化伝説は、馬琴の読本「松浦佐用媛石魂録」の題材にもされている。

## 類話・モチーフ
物語版の、親の供養のために自らを身売りするというモチーフは、能でも幾つかの作品、例えば『自然居士』にみられると指摘される。

### 朝鮮の伝承
「さよひめ」説話は、朝鮮における孝女、沈清（）にまつわる伝説との近似性が指摘されている。その残された伝承文学はパンソリや小説『沈清伝』、本解（）（神の縁起談）として朗誦される「沈清クッ」などの形態をとる。この本解は、眼病の巫神とみなされている沈の父娘の由来を語る歌であり、巫堂（）が踊りを交えてこれを歌唱するクッの儀式として演じられる。
「さよひめ」説話（「松浦長者」等）と沈清伝の共通点としては、話筋を通じて次のような一致がみられる：まず沈清も父母の祈願の末に生まれた神仏の申し子であり、亡き父の菩提のためではないが、生存する父の眼の平癒祈願の米の納付のため、竜王の人身御供となることを承知し、わが身を人身売買する。結局、神仏の慈悲に拠り生贄とはならずに生還/転生して幸福を得る。
また、石化伝説に関しては、「堤上（ジェサン）」説話、すなわち新羅の訥祇王の忠臣朴堤上（パク・ジェサン）（363–419年頃）の妻にまつわる伝説との比較も指摘される。この朴堤上（堤上は役職名）とは、王の命で新羅から倭国へ派遣されて客死した別名「毛末（モマル）」であると『三国史記』（1145年）にあり、『日本書紀』神功皇后摂政5年3月の項に見える毛麻利叱智（モマリシチ）に比定できる（すなわち日本の狭手彦とは逆に、朝鮮から日本に送られた人物である）。朴堤上は、のちの文献では「金堤上」とつくり、その妻が鵄述（チスル）神母として祀られたという伝承が記される（『三国遺事』、13世紀）。これら文献にはないが、民間伝承では妻が石化したと語られるようになった。

## 引用例
平安時代の兵法書『闘戦経』内に石化した貞婦＝佐用姫の話が引用されている。内容は、危うい時に逃げる謀略家と違い、純粋に夫を慕い続けて石となった婦女は後世まで残り、一方、謀略家がいかに大言壮語せども骨すら残した例はない、というもの。佐用姫を引用して比較する例は『平家物語』にも見られ、治承2年（1178年）9月20日頃の話として、孤島に残された俊寛が半狂乱した語りにおいて、松浦佐用姫ですら孤島に1人残された俊寛の心境には及ばないだろうといった旨の記述がある

## 地域伝承

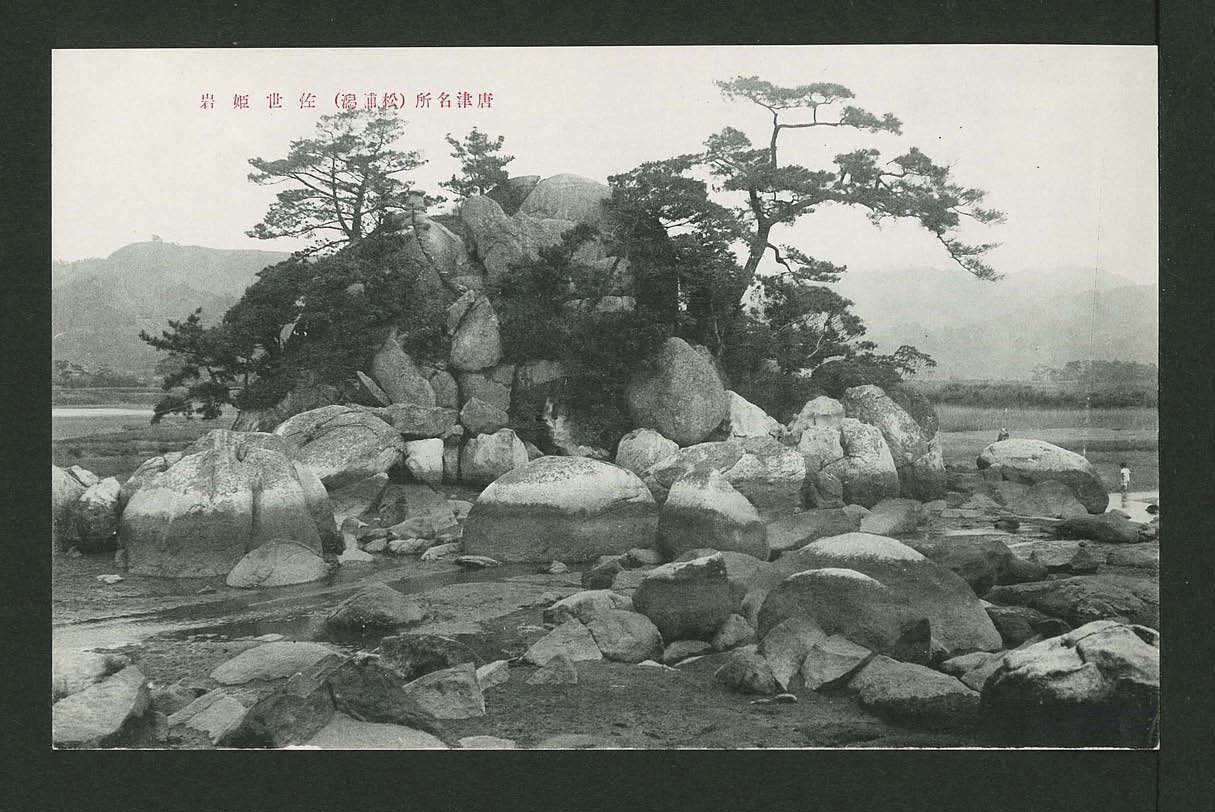
鏡山から跳び降りた際に足をついたとされる『佐世姫岩』の絵はがき 佐賀県立図書館所蔵

各地の地名などに伝説が残る。

### 松浦地方
- 唐津市の鏡山は、佐用姫が領巾を振って見送った山とされているため、「領巾振山（ひれふりやま）」という別称がある[48]。
- 松浦川西岸には「佐用姫岩」がある[48]。唐津市和多田にあり、佐用姫が鏡山から跳び降りて着地したときについたといわれ、小さな足跡のようなくぼみがある。
- 衣干山は、鏡山から飛び込んで川に入った佐用姫が衣を干して乾かしたことが名前の由来となっている[48]。

鏡山山頂と加部島の天童岳山頂には佐用姫の唐津焼陶像（昭和8年制作・作者は同じ中野霓林）があるが、鏡山山頂の別れを受け入れられない狂気の表情に対して、天童岳の佐用姫陶像は美談としての佐用姫像を表現するべく可愛らしい表情である。また道の駅厳木には高さ12mの佐用姫の白像がある。像は台座から上が常時時計回りに回転しており、1周20分ほどで厳木町を見渡している。加部島にある田島神社の境内社・佐與姫神社は、佐用姫であったという石「望夫石」を祀っている。

### 奥州
陸奥国南部安達郡片平村の近辺に伝承があり、富豪の娘が「浅香の沼」（安積沼（あさかぬま））の人身御供にされそうになったところ、孤児のさよという娘が身代わりに立ち、しかしその娘が礼金で観音像を供養すると、沼の蛇は得脱して、生贄のしきたりは止んだと伝わる。

## 関連
- 佐用姫 (小惑星) - 秩父市で発見された小惑星
- 松浦宮物語 - 松浦宮（鏡山の鏡神社）を読み込んだ作中歌が書名の由来とされる。これは唐土に渡った息子を待つ歌であり、異国に赴く夫を悲しむ佐用姫のイメージと重なる。